# Type 98 Ke-Ni
Il Type 98 Ke-Ni è stato un carro armato leggero progettato dall'Impero giapponese alla fine degli anni trenta come rimpiazzo del Type 95 Ha-Go, ma posto in produzione solo durante la seconda guerra mondiale, a partire dal 1942. Armato con un cannone da 37 mm e una mitragliatrice da 7,7 mm, non rappresentò un netto miglioramento del Type 95 e perciò la fabbricazione fu modesta (103 esemplari). Nessuno dei Type 98 Ke-Ni fu mai impiegato in battaglia e rimasero nelle isole metropolitane fino al termine del conflitto.

## Storia

### Sviluppo
Verso la fine degli anni trenta l'esercito imperiale nipponico inviò una richiesta per l'ideazione di un carro armato leggero in sostituzione del Type 95 Ha-Go. L'appalto per la creazione del nuovo mezzo fu conteso tra la Mitsubishi e la Hino Jidosha Kogyo, ognuna delle quali propose un progetto durante il 1938.
La Mitsubishi presentò il modello B, un prototipo dotato di un treno di rotolamento molto simile alle sospensioni Christie: quattro larghe ruote portanti vincolate a molle elicoidali senza rulli superiori, con ruota motrice posteriore e di rinvio frontale. Esso fu sottoposto ad alcune prove ma non venne considerato positivamente e fu dunque rifiutato, non entrando in produzione. Il veicolo della Hino, chiamato modello A, era stato realizzato da una squadra tecnica che contava tra i suoi membri anche Tomio Hara, il principale fautore dell'arma corazzata nell'esercito giapponese. Il carro presentava una tecnica classica per i corazzati nipponici coevi: sei ruote portanti per lato accoppiate mediante tre carrelli, a loro volta vincolati a bracci oscillanti longitudinali che erano assicurati per un'estremità a molle elicoidali; la ruota motrice era anteriore. Questa variante ottenne l'approvazione dei vertici militari a causa delle migliori prestazioni fuoristrada e venne immatricolata con la denominazione "Type 98 Ke-Ni".
Riguardo al nome attribuitogli esiste un fraintendimento, in quanto a volte è stato chiamato Type 98 Chi-Ni adoperando le due sillabe che indicavano il progetto concorrente del Type 97 Chi-Ha, che non aveva niente in comune con lo sviluppo del Type 98.

### Produzione e impiego

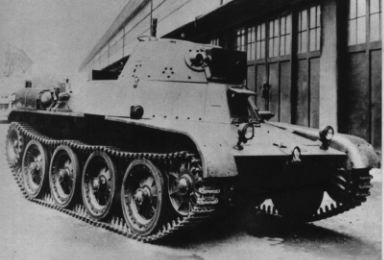
Il prototipo "B" del Type 98, disarmato: evidente il treno di rotolamento a grandi ruote

I piani definitivi del Type 98 furono in breve pronti ma la sua costruzione e diffusione vennero frenate fino al 1942, quando venne aperta la linea d'assemblaggio relativa. Infatti il Type 95 Ha-Go, molto popolare tra gli equipaggi, aveva dato di prova di affidabilità ed efficienza contro il principale avversario del Giappone, vale a dire la Cina nazionalista di Chiang Kai-shek, che comunque non possedeva alcun blindato in grado di fermare quelli nipponici. Inoltre lo stato maggiore generale dell'esercito voleva evitare di mettere in campo un numero eccessivo di carri armati per non complicare la logistica.
Quando l'Impero giapponese aprì le ostilità con gli Alleati nel Pacifico si verificarono alcuni combattimenti tra i rispettivi carri armati: l'esito non sempre fu favorevole ai nipponici e nel 1942 vennero ripresi in considerazione i progetti del Type 98. Fu necessario molto tempo per allestire o riconvertire gli impianti, proprio mentre la richiesta e la necessità di carri leggeri cominciava a diminuire in maniera sensibile.
La Hino e la Mitsubishi si fecero carico della produzione, che entro la fine del 1942 registrava ventiquattro esemplari completati; durante tutto il 1943 altre settantanove unità vennero fabbricate. I 103 Type 98 Ke-Ni consegnati non vennero mai trasportati al fronte ma rimasero sulle isole metropolitane giapponesi senza che sparassero un solo colpo contro gli avversari.

## Caratteristiche
Il Type 98 Ke-Ni A aveva più o meno lo stesso ingombro del Type 95 Ha-Go esclusa l'altezza che era stata portata a 1,82 metri, con conseguente vantaggio sul campo di battaglia di una più difficile individuazione. L'equipaggio era di tre elementi: in torretta trovavano posto il comandante e il cannoniere, il quale ricopriva anche la funzione di caricatore. Il pilota sedeva nello scafo anteriore centrale e guidava mediante un volante circolare e sterzatura a frizione più freno. La sua posizione era dovuta allo spostamento dell'albero motore sul lato sinistro del carro, che nel Type 95 era invece installato sotto la porzione centrale del pavimento. Esso era collegato all'apparato motore che non si trovava nel retro, bensì sul fianco in senso longitudinale al fine di rendere più rapida e facile la manutenzione. Il propulsore consisteva in un Mitsubishi Type 100 a 6 cilindri in linea erogante 130 hp e alimentato a gasolio, il cui ottimo rapporto peso/potenza pari a 18 garantiva al carro una velocità massima compresa tra i 50 e i 55 km/h.
La corazzatura non ebbe significativi aumenti rispetto al predecessore: lo spessore massimo arrivava a 16 mm e quello minimo era pari a 6 mm. Le piastre erano lievemente inclinate e fissate tra loro per lo più utilizzando la saldatura.
La dotazione offensiva comprendeva un cannone Type 100 da 37 mm inserito al centro della sezione anteriore della torretta: la velocità iniziale delle granate era di 760 m/s. Il pezzo era coadiuvato da una mitragliatrice leggera coassiale Type 97 da 7,7 mm. Entrambe le armi venivano brandeggiate manualmente. Il carro pesava in totale 7,2 tonnellate, 300 chili in meno del Type 95.
Il Type 98 Ke-Ni era capace di superare ostacoli verticali alti 0,70 metri, guadi profondi 0,75 metri e trincee fino a una larghezza massima di 2,10 metri; la luce libera misurava 35 centimetri.

## Varianti
Il Type 98 funse da base per il Type 2 Ke-To, blindato leggero dotato di un cannone un poco più potente e piccole modifiche alla torretta. Lo scafo servì invece per condurre esperimenti su un semovente con cannoni da 20 millimetri da impiegare in funzione antiaerea.